# Резников, Алексей Александрович
Алексей Александрович Резников (род. 23 марта 1970) — российский футбольный судья.

## Биография
Начинал заниматься футболом в школе ярославского «Шинника», а затем играл на любительском уровне за команды «Машприбор» и «Дизелист». В 1993 году, по совету Евгения Александрова, в прошлом также футбольного арбитра, Резников перешёл в судейство.
Поначалу судил матчи детских и юношеских команд. На профессиональном уровне дебютировал в 1995 году в роли ассистента, обслуживая матчи третьей лиги ПФЛ. Первую игру в качестве главного судьи провёл 28 мая 1997 года, отсудив матч 11-го тура третьей лиги между «Металлург» (Выкса) и «Локомотив-д» (Нижний Новгород). С 1998 года стал обслуживать матчи второго дивизиона, а с 2001 года судил матчи первого дивизиона.
В 2007 году впервые был приглашён в высшую лигу, где провёл две игры. Дебютировал в высшей лиге 22 июля в матче 17-го тура «Спартак-Нальчик» — «Кубань» (1:0), в котором показал 6 жёлтых карточек, одна из которых стала второй и привела к удалению игрока. Вторую игру в высшей лиге отсудил 4 августа в матче 19-го тура «Ростов» — «Крылья Советов» (1:1), показал 4 предупреждения (по два каждой команде) и назначил пенальти в пользу «Крыльев Советов», который был реализован на 64-й минуте. После матча экспертно-судейская комиссия, в ответ на жалобу «Ростова», признала пенальти ошибочным и отстранила Резникова от судейства на один месяц. В дальнейшем он присутствовал на матчах высшей лиги только в качестве резервного судьи, а также работал на матчах Кубка России, включая матчи 1/16 и 1/8 финала.
В течение профессиональной карьеры провёл 136 матчей в первом дивизионе и 100 матчей во втором дивизионе в качестве главного судьи. Дважды признавался лучшим судьёй ФНЛ (2010 и 2012). Завершил карьеру в 2012 году в возрасте 42 лет.
После завершения судейской карьеры стал руководителем судейского комитета МФФ «Золотое кольцо». С 2013 года является директором Ярославского областного центра подготовки футбольных арбитров.